# Ascensione retta del nodo ascendente
In astrodinamica e meccanica celeste, l'ascensione retta del nodo ascendente (Right Ascension of the Ascending Node, RAAN) è l'angolo misurato sul piano equatoriale compreso tra la direzione del punto d'Ariete e il nodo ascendente dell'orbita di un satellite (o di un pianeta attorno ad una stella): 
{\displaystyle \Omega =\arccos {{N_{x}} \over {\mathbf {\left|N\right|} }}}
Se  {\displaystyle N_{y}<0} allora {\displaystyle \Omega =2\pi -\Omega }
dove {\displaystyle N_{x}} è la componente lungo x del vettore asse nodale {\displaystyle \mathbf {N} }; si noti che l'asse nodale, definito come vettore dato dall'intersezione di piano equatoriale e piano orbitale, non ha componenti lungo {\displaystyle z} nel sistema di riferimento inerziale.
Analogamente, noto il versore asse nodale :{\displaystyle \mathbf {n} =n_{x}{\hat {\mathbf {I} }}+n_{y}{\hat {\mathbf {J} }}}, si ha
{\displaystyle \Omega =\arccos {n_{x}}\,\!}
Se  {\displaystyle n_{y}<0} allora {\displaystyle \Omega =2\pi -\Omega }
L'ascensione retta del nodo ascendente è uno dei sei parametri orbitali che descrivono compiutamente un'orbita nell'ipotesi di due corpi puntiformi, il corpo orbitante e l'attrattore. In verità il moto orbitale avviene in presenza di perturbazioni (resistenza atmosferica, gradiente di gravità, attrazione di altri corpi celesti), quindi anche la RAAN non si conserva, come gli altri parametri orbitali.
A volte, al posto dell'ascensione retta del nodo ascendente si usa come parametro orbitale la longitudine del nodo ascendente, che è l'equivalente della RAAN, ma misurato sull'eclittica.